# مارک بلوکاس
مارک بلوکاس (به انگلیسی: Marc Blucas) (زاده ۱۱ ژانویه ۱۹۷۲) بازیگر آمریکایی است.
از فیلم‌های معروف او می‌توان به بازی در سریال بافی قاتل خون‌آشام‌ها و زنان قاتل،  و فیلم‌های مادر و فرزند، ما سرباز بودیم، به آینه نگاه کن، تاچ‌بک، طعمه راک اند رول و خونسرد باش اشاره کرد.